# Khalkha

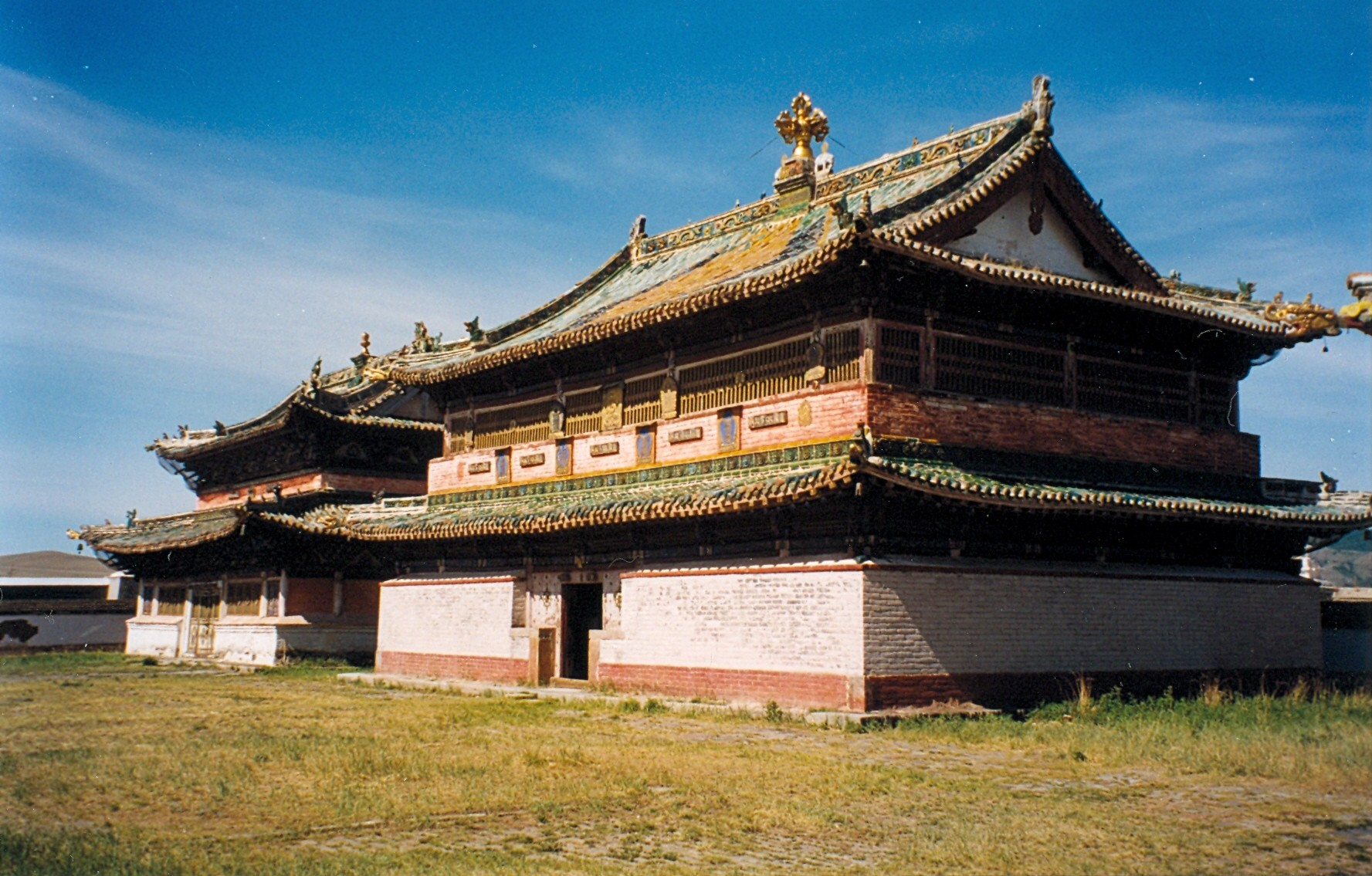
Tempio al monastero Erdene Zuu creato da Abtai Khan nel XVI secolo

I khalkha, o halh (mongolo classico: qalq-a; mongolo Халх [χɑɬχ]) sono un sottogruppo di mongoli. Comprendono la maggioranza della popolazione dello stato indipendente della Mongolia.
La lingua standard della Mongolia si basa sul dialetto halh.
Le prime notizie sugli halh sono agli inizi del XVI secolo. È ampiamente supportato che sono chiamati così per il fiume Halh (qalq-a-yin γoul, Халх гол o Халхын гол) nel lontano Oriente mongolo dove vivevano originariamente.
Sotto Dayan Khan, furono organizzati in 3 tumen.